# Allée du Port-Maillard
L'allée du Port-Maillard est une voie piétonne  de Nantes, en France. 

## Situation et accès
Il s'agit d'un ancien quai du port de Nantes longeant la rive droite d'un ancien bras de la Loire : le « bras de la Bourse » du Centre-ville de Nantes.

## Origine du nom
L'allée du Port-Maillard tient son nom de Briand Maillard, sénéchal du comté de Nantes, de Rezé et du Pallet. Cité en 1226, mort le 11 novembre 1284, il est l'un des personnages les plus considérables de Nantes au XIIIe siècle. Un autre Briand Maillard, chevalier, est cité en 1437.

## Historique

### De la cité gallo-romaine au Moyen Âge
Le Vicus portensis de la cité romaine est un quartier à part, très animé, situé approximativement à l'emplacement du Bouffay actuel. Pourtant, l'enceinte gallo-romaine est en retrait de ce port et ne l'englobe pas (le tracé suit approximativement la rue de l'Ancienne-Monnaie et l'impasse Joseph-Peignon). Cette zone est très tôt dans l'histoire de Nantes un port d'échouage actif. Y transitaient du vin, du bois, de la chaux, des matériaux de construction.

### Le port Maillard jusqu'auXVIIIesiècle
Au XIIIe siècle, Pierre Mauclerc fait construire deux ponts sur la Loire, pour relier la rive nord à l'île de la Saulzaie (actuelle île Feydeau). C'est le sénéchal de Nantes Briand Maillard qui conduit l'exécution de l'ouvrage, sur le port entre le Bouffay et le château. Il s'appuie sur la présence d'une bande sableuse parallèle à la rive nord de la Loire. Cet îlot est relié à la rive vers 1500, et en 1582 une cale est construite, un treuil permettant de remonter les navires le long de la pente douce.
Sur ce port, une porte ou poterne, masquée au XVIIe siècle par un bastion, s'ouvrait dans la muraille, au bout de la rue du Port-Maillard (actuelle rue des Petites-Écuries) et au coin de l'hôtel de la Monnaie. La porte fut démolie de 1755 à 1759 pour la construction du quai.
La poterne donnait accès à une petite zone aménagée par des plantations et appelée boulevard, qui séparait en deux une parcelle de terre ferme, rive de la Loire. Cette parcelle était large de 30 toises (entre 50 et 60 mètres), et s'étendait de la douve du château au milieu de la place du Bouffay). En 1644, le quai est rebâti, mais 1678 une crue provoque des dégâts importants. Les années suivantes, le port s'ensable. Un constat de 1720 le juge en mauvais état. L'architecte Goubert est chargé de faire le plan d'un nouveau quai, réalisé en 1722, et baptisé « quai Mellier ».

### Aménagement du quai par Ceineray

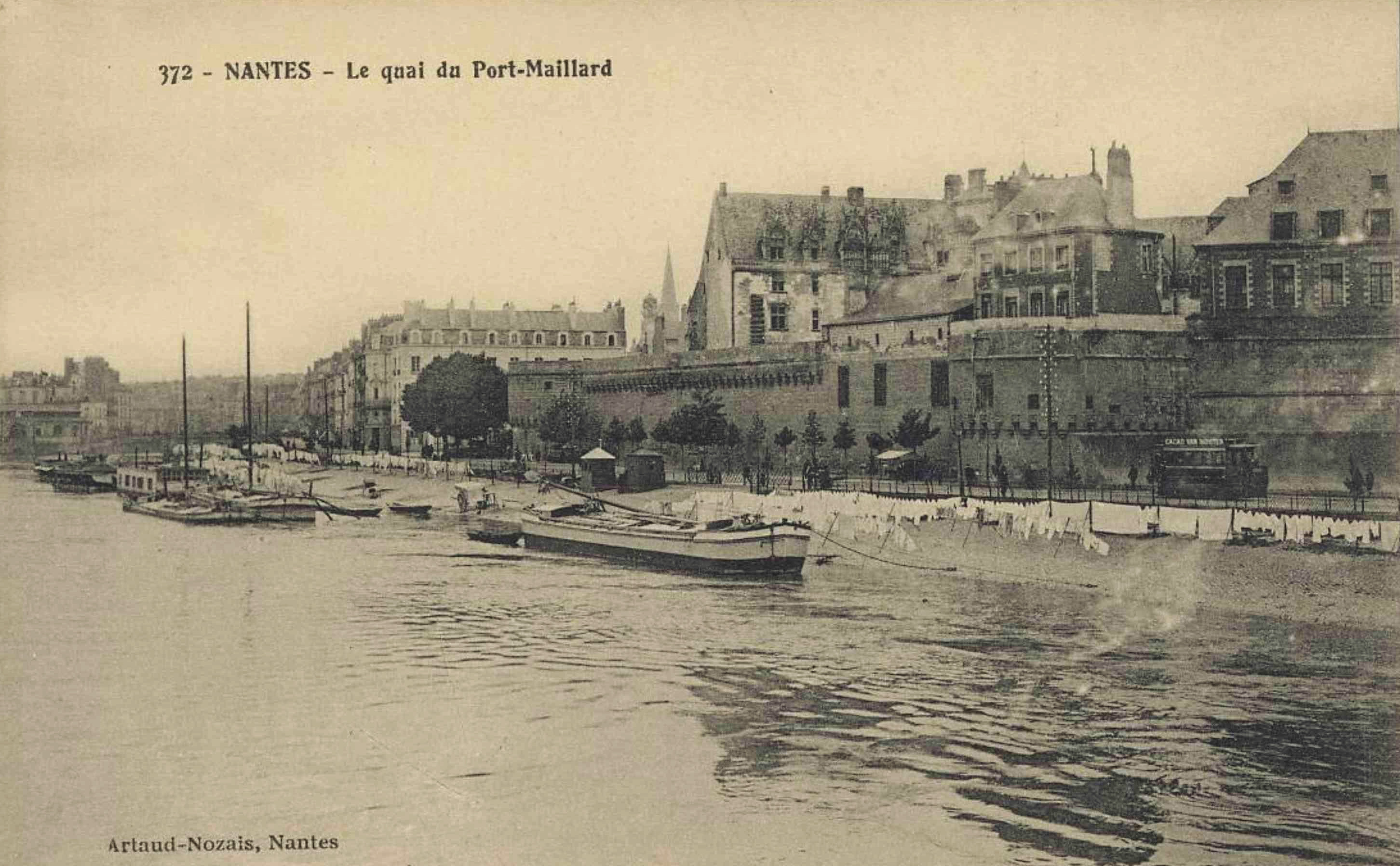
Quai du Port-Maillard.

Un nouveau tracé du quai installé sur le port Maillard, réalisé par l'architecte de la ville, Jean-Baptiste Ceineray, figure dans le projet d'alignement pour les quais de la ville de Nantes au duc d'Aiguillon, présenté à celui-ci, commandant en chef du gouvernement de Bretagne depuis 1753. Ce projet, soumis le 25 février 1761, prévoit le lotissement du quai pour y construire des immeubles respectant les mêmes élévation et alignement. Contrairement à la partie située au niveau du quai de Brancas, le quai Maillard est en retrait par rapport à l'ancienne rive, et son orientation est modifiée, rapprochée de l'axe est-ouest.
Le nom de « port Briand-Maillard » devint le « quai du Port-Maillard » en 1759 (il porta également le nom de « quai Lorido » et « quai Mellier »). Celui-ci s'étendait alors de l'angle sud-est de la place du Bouffay jusqu'à la place Duchesse-Anne et l'ancien pont de la Rotonde qui lui faisait face longeant ainsi les murailles du château des ducs de Bretagne.

### XIXesiècle
Les murs de la Monnaie, depuis la rue du Port-Maillard, jusqu'au quai de la Tremperie, avec créneaux, furent rasés en 1820, jusqu'au niveau du pavé de la place du Bouffay. En 1848, ils disparurent jusqu'à leur base et furent remplacés par un nouveau mur du quai, relié à l'angle du « pont de la Poissonnerie » (qui se trouvait dans le prolongement de la rue de la Paix), sans qu'il fût possible de le repousser en avant de la rivière.
Moins large qu'il ne l'était à l'origine, ce quai fut agrandi et renforcé vers les années 1850, pour permettre d'accueillir en 1857, la ligne de chemin de fer vers Saint-Nazaire prolongée depuis de la Gare de Nantes.
En 1899, Maurice Schwob lance, dans le Phare de la Loire, une campagne de promotion d'un projet du directeur de la Compagnie du chemin de fer de Paris à Orléans, M. Heurteaux, qui prévoit de surélever la ligne qui traverse la ville au moyen d'un viaduc ferroviaire entre la gare d'Orléans et le quai d'Aiguillon, à la manière des tronçons aériens du métro de Paris. La voie une fois surélevée se serait située au niveau du 1er étage des immeubles du quai. Cette proposition, à laquelle le maire, Paul-Émile Sarradin, est favorable, est débattue lors du conseil municipal. Mais le projet ne voit pas le jour, bien qu'il soit de nouveau proposé deux fois, sans plus de succès, en 1904, avec des modifications apportées par l'ingénieur en chef de la Compagnie d'Orléans, M. Liébaux, puis en 1926, après un réajustement effectué par l'ingénieur des Ponts et chaussées responsable des travaux du port, M. Marcheix.
En 1918, la voie, jusqu'alors unique, est doublée (voir l'article sur le quai de la Fosse).

### Après le comblement de la Loire

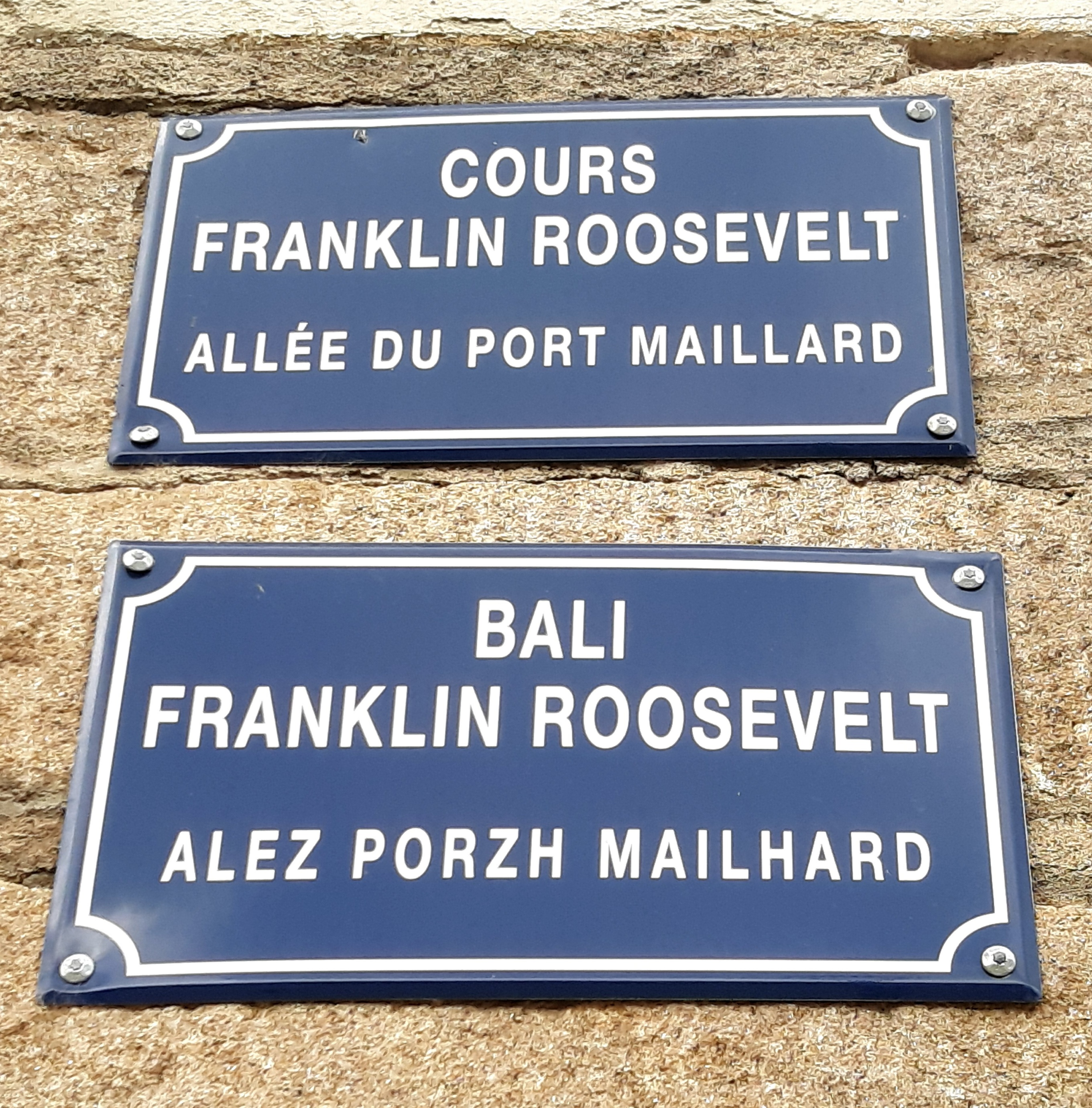
Panneau de l'allée du Port-Maillard

Dans les années 1920-1930, les travaux de comblement du « bras de l'Hôpital », partie de la Loire qui le bordait, font du quai une « allée » dédiée à la circulation automobile. La partie située à l'est de la rue de Strasbourg est alors intégrée au cours Franklin-Roosevelt nouvellement créé.
Entre 1938 et 1940, le « bras de la Bourse » est comblé, afin de faire cesser les inconvénients des crues qui menaçaient régulièrement la stabilité du quai et la circulation sur la voie ferrée qui s'y trouvait. Figé un temps sous forme d'un vaste espace sableux, du fait du ralentissement des travaux dû à la Seconde Guerre mondiale, ce chantier laisse la place après guerre au cours Franklin-Roosevelt.
En 1941, la circulation ferroviaire est transférée au sud de l'île Feydeau, sur les terrains gagnés par le comblement du « bras de l'Hôpital », puis après la guerre, un tunnel est aménagé au même endroit dans l'ancien lit du fleuve.
Depuis 1985, le tracé de la ligne 1 du tramway sur l'allée reprend à quelques mètres près celui de l'ancienne ligne de chemin de fer. Les travaux d'aménagement du cours Franklin-Roosevelt débutés en 2010 et qui se sont terminés en 2013 ont depuis dédiés l'allée à une circulation exclusivement piétonne.
Dans le cadre de des travaux, des fouilles archéologiques ont été menées, notamment à l'emplacement de l'ancien quai du Port-Maillard.

## Bâtiments remarquables et lieux de mémoire
| Monument | Adresse                   | Coordonnées                        | Notice         | Protection | Date | Illustration |
| -------- | ------------------------- | ---------------------------------- | -------------- | ---------- | ---- | ------------ |
| Immeuble | 12 allée du Port-Maillard | 47° 12′ 53″ nord, 1° 33′ 08″ ouest | « PA00108729 » | Inscrit    | 1951 | Immeuble     |
| Immeuble | 13 allée du Port-Maillard | 47° 12′ 53″ nord, 1° 33′ 09″ ouest | « PA00108730 » | Inscrit    | 1951 | Immeuble     |